# Gewichtheffen op de Olympische Zomerspelen 2012 – Klasse tot 53 kilogram vrouwen
Het gewichtheffen in de klasse tot 53 kilogram voor vrouwen op de Olympische Zomerspelen 2012 vond plaats op 29 juli 2012. Regerend olympisch kampioene was Prapawadee Jaroenrattanatarakoon uit Thailand.

## Records
Voorafgaand aan het toernooi waren dit de wereldrecords en de olympische records.
| Wereldrecord     | Trekken | Li Ping                          | 103 kg | Guangzhou | 14 november 2010  |
| Wereldrecord     | Stoten  | Zoelfia Tsjinsjanlo              | 130 kg | Parijs    | 6 november 2011   |
| Wereldrecord     | Totaal  | Li Ping                          | 230 kg | Guangzhou | 14 november 2010  |
| Olympisch record | Trekken | Yang Xia                         | 100 kg | Sydney    | 18 september 2000 |
| Olympisch record | Stoten  | Prapawadee Jaroenrattanatarakoon | 126 kg | Peking    | 10 augustus 2008  |
| Olympisch record | Totaal  | Yang Xia                         | 225 kg | Sydney    | 18 september 2000 |

## Uitslag
| Rang   | Naam                  | Land                   | Groep | Gewicht | Trekken (kg) | Trekken (kg) | Trekken (kg) | Trekken (kg) | Stoten (kg) | Stoten (kg) | Stoten (kg) | Stoten (kg) | Totaal |
| Rang   | Naam                  | Land                   | Groep | Gewicht | 1            | 2            | 3            | Score        | 1           | 2           | 3           | Score       | Totaal |
| ------ | --------------------- | ---------------------- | ----- | ------- | ------------ | ------------ | ------------ | ------------ | ----------- | ----------- | ----------- | ----------- | ------ |
| Goud   | Zoelfia Tsjinsjanlo   | Kazachstan             | A     | 52.70   | 92           | 92           | 95           | 95           | 125         | 131         | 135         | 131         | 226    |
| Zilver | Hsu Shu-ching         | Chinees Taipei         | A     | 52.41   | 91           | 94           | 96           | 96           | 120         | 123         | 123         | 123         | 219    |
| Brons  | Cristina Iovu         | Moldavië               | A     | 52.79   | 95           | 99           | 99           | 99           | 115         | 120         | 125         | 120         | 219    |
| 4      | Citra Febrianti       | Indonesië              | A     | 52.53   | 88           | 91           | 94           | 91           | 108         | 112         | 115         | 115         | 206    |
| 5      | Yulia Paratova        | Oekraïne               | A     | 52.43   | 91           | 94           | 94           | 91           | 105         | 108         | 108         | 108         | 199    |
| 6      | Rusmeris Villar       | Colombia               | A     | 52.59   | 87           | 87           | 90           | 87           | 105         | 109         | 112         | 109         | 196    |
| 7      | Aleksandra Klejnowska | Polen                  | A     | 52.67   | 83           | 84           | 86           | 84           | 108         | 112         | 113         | 112         | 196    |
| 8      | Nguyen Thi Thuy       | Vietnam                | B     | 52.23   | 80           | 84           | 85           | 85           | 110         | 110         | 115         | 110         | 195    |
| 9      | Yu Weili              | Hongkong               | B     | 52.95   | 86           | 86           | 90           | 90           | 105         | 110         | 110         | 105         | 195    |
| 10     | Inmara Henríquez      | Venezuela              | B     | 52.84   | 78           | 81           | 81           | 81           | 107         | 110         | 113         | 113         | 194    |
| 11     | Julia Rohde           | Duitsland              | B     | 52.45   | 83           | 85           | 87           | 85           | 105         | 108         | 110         | 108         | 193    |
| 12     | Joanna Łochowska      | Polen                  | A     | 52.57   | 84           | 87           | 87           | 84           | 104         | 107         | 110         | 107         | 191    |
| 13     | Kanae Yagi            | Japan                  | B     | 52.36   | 82           | 82           | 85           | 82           | 105         | 109         | 109         | 109         | 191    |
| 14     | Dika Toua             | Papoea-Nieuw-Guinea    | B     | 52.48   | 75           | 79           | 79           | 79           | 95          | 100         | 100         | 95          | 174    |
| 15     | Helena Wong           | Singapore              | B     | 52.31   | 55           | 59           | 61           | 61           | 67          | 71          | 73          | 73          | 134    |
| –      | Aylin Daşdelen        | Turkije                | A     | 52.91   | 91           | 91           | 91           | 91           | 124         | 129         | —           | —           | DNF    |
| –      | Yuderqui Contreras    | Dominicaanse Republiek | A     | 52.95   | 94           | 94           | 94           | —            | —           | —           | —           | —           | DNF    |
| –      | Zhou Jun              | China                  | B     | 52.80   | 95           | 95           | 95           | —            | —           | —           | —           | —           | DNF    |